# Wenzelskirche (Krupka)

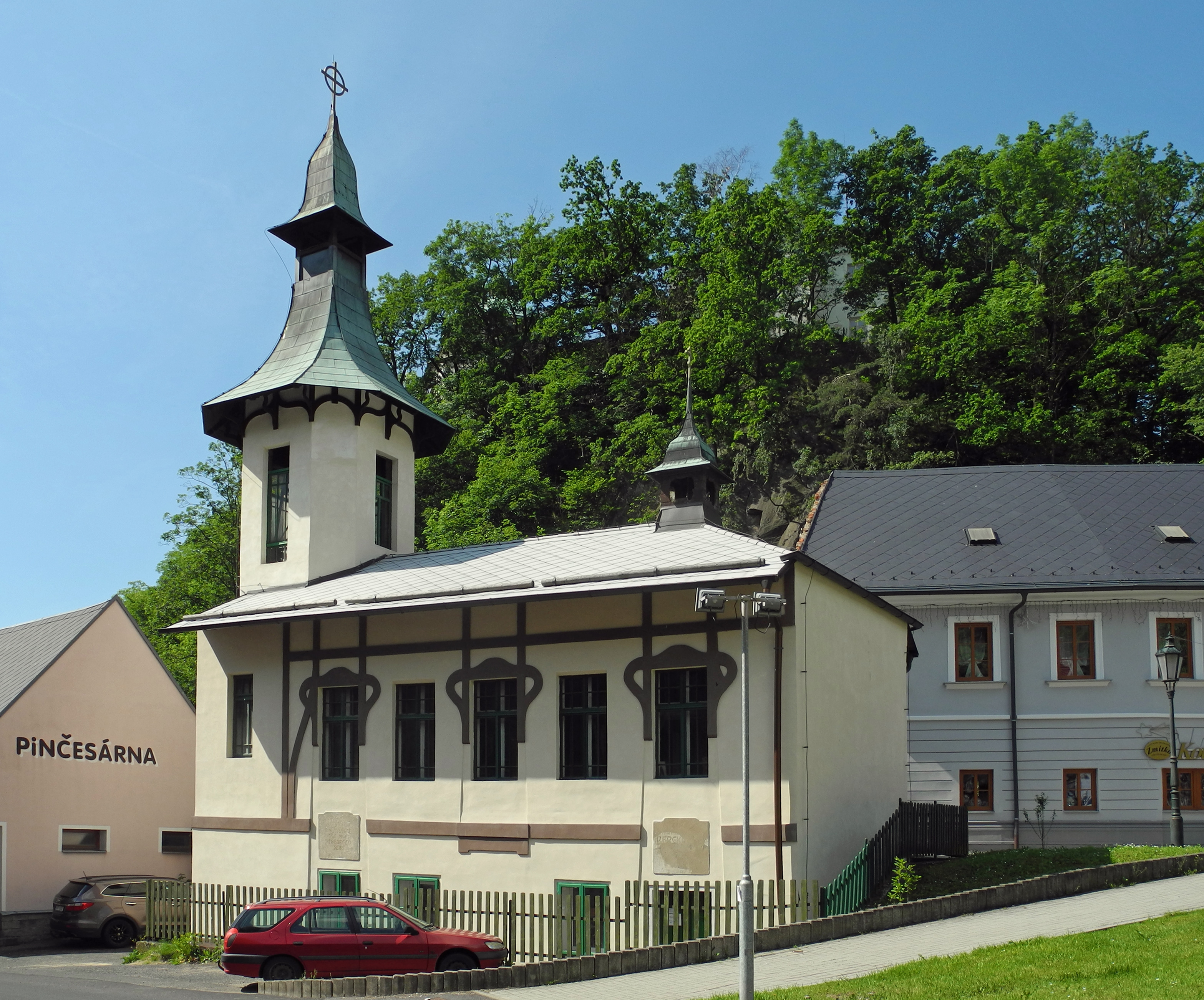
Wenzelskirche Graupen

Die Wenzelskirche (tschechisch Kostol sv. Václava v Krupke) ist die orthodoxe Kirche von Krupka (deutsch Graupen), einer Stadt im Ústecký kraj (Aussiger Region) in Tschechien.

## Geschichte
Mit dem Erwerb von Stadt und Burg Graupen 1557 durch Kaspar von Schönburg war zugleich eine evangelische Gemeinde gegründet worden, die jedoch 1624 im Zuge der Gegenreformation im Königreich Böhmen ihr Ende fand. Erst im Zuge der Los-von-Rom-Bewegung entstand 1901 wieder eine evangelische Kirchengemeinde, die der 1898 gegründeten Erlöserkirche von Karbitz als Filialgemeinde zugeordnet wurde.
Mit der Vertreibung der Deutschen aus der Tschechoslowakei 1945 wurde die Kirche staatlicherseits beschlagnahmt und der tschechoslowakischen orthodoxen Kirche als Gottesdienstraum mit dem Patrozinium des hl. Wenzel übergeben.

## Architektur
Die heutige Wenzelskirche entstand durch den Umbau eines bestehenden Bürgerhauses zu einem Betsaal. Dieser besteht aus einem rechteckigen Baukörper mit flachgeneigtem Walmdach, überhöht von einem achtseitigen Turmaufsatz mit glockenförmigem Dachaufbau, die Wandgliederung erfolgt durch Ornamentbänder in Formen des Jugendstils. 
Bei seiner Fertigstellung hatte der Kirchturm zunächst ein Geläut von drei Glocken erhalten, von denen nur die von den Bergleuten des Orts gestiftete erhalten ist, während die beiden Christus und Luther gewidmeten der Glockenabgabe im Ersten Weltkrieg zum Opfer fielen.